# Управляющая портовая компания
ООО «Управляющая портовая компания» (англ. − «Port management company» Limited Liability Company (LLC)) — российская стивидорная компания, осуществляющая полномочия единого исполнительного органа специализированных угольных морских портов России, расположенных на Дальнем Востоке (АО «Восточный Порт», бухта Врангеля, Приморский край) и на Балтике (АО «Ростерминалуголь», Усть-Луга, Ленинградская область).

## История
Компания основана 26 ноября 2008 года. С 2009 года управляет операционной деятельностью АО «Восточный Порт». В 2010—2015 годах была проведена модернизация оборудования порта и производственных процессов. За период 2009—2016 годов годовой грузооборот порта вырос в 1,5 раза с 14,7 млн тонн до 23,5 млн тонн.
С 2012 года в «Восточном Порту» началось строительство Третьей очереди угольного терминала, которая будет введена в эксплуатацию в сентябре 2017 года, что обеспечит увеличение годовой пропускной способности терминала до 39 млн тонн в 2019 году. Проект реализуется на собственные средства компании без привлечения государственного финансирования. Общая сумма инвестиций в проект составляет 27 млрд рублей.
В июле 2016 года Федеральная антимонопольная служба удовлетворила ходатайство «Управляющей портовой компании» о получении прав по осуществлению функций исполнительного органа морского угольного порта АО «Ростерминалуголь». Грузооборот АО «Ростерминалуголь» по итогам 2016 года достиг 18 млн тонн.
После консолидации специализированных активов компания управляет крупнейшим российским угольным портовым холдингом с совокупным грузооборотом 41,5 млн тонн угля в год, что составляет более трети российского морского экспорта угля. В 2019 году общий годовой грузооборот специализированных угольных морских терминалов АО «Восточный Порт» и АО «Ростерминалуголь» вырастет до 56,5 млн тонн.
По данным Ассоциации морских торговых портов России, в рейтинге стивидорных активов крупнейших холдингов по грузообороту по всем типам грузов оборот угольного портового холдинга занимает третье место с долей 5,8 % от грузооборота страны.

## Стивидорная деятельность
Грузовая база АО «Восточный Порт» и АО «Ростерминалуголь» с учетом увеличения портовых мощностей на 20 млн тонн в будущем обеспечена контрактами с производителями угля различных угольных бассейнов.

## Управляемые предприятия
АО «Восточный Порт» (бухта Врангеля, Приморский край) — порт открытого доступа, специализируется на перевалке каменного угля на экспорт с использованием автоматизированного конвейерного оборудования. В 2016 году предприятие перевалило 23,5 млн тонн продукции, что составляет около 30 % от общего грузооборота дальневосточных угольных портов и порядка 20 % грузооборота всех угольных портов России. Объемы перевалки полностью обеспечиваются за счет угля, добываемого по всей России — в Кузбассе, Восточной Сибири и на Дальнем Востоке.

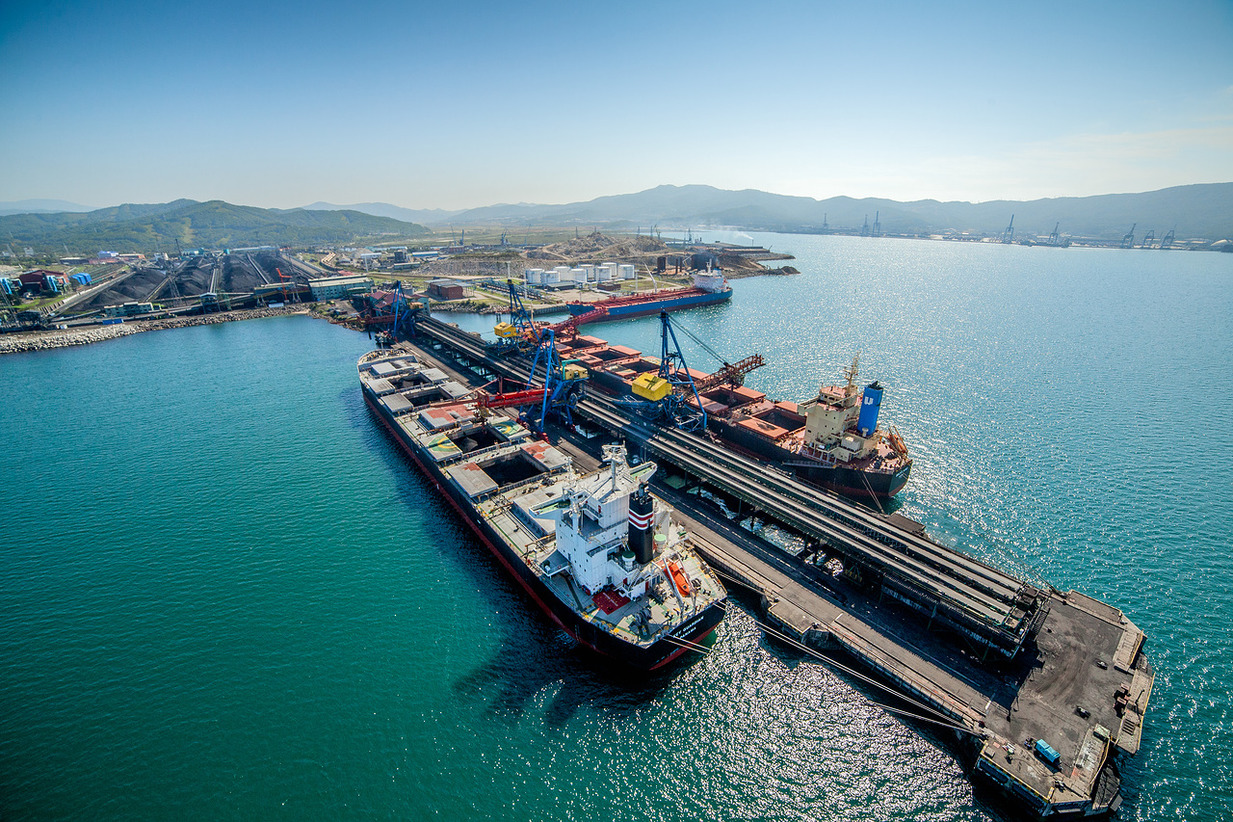
Погрузка угля. АО «Восточный порт»

Для обработки угля АО «Восточный Порт» использует оборудование от ведущих мировых производителей. За годы модернизации специализированного угольного комплекса стивидору удалось достичь уровня автоматизации рабочих процессов в 100 %. В Приморском крае это единственный терминал, способный принимать суда типа capesize водоизмещением до 180 тыс. тонн. Деятельность порта соответствует требованиям международного стандарта ISO 9001:2008 «Системы менеджмента качества. Требования».
Высокие мощности и скорость обработки грузов достигаются благодаря специализированному оборудованию, которое используется на всех этапах. Выгрузка угля осуществляется на станции разгрузки вагонов, оснащенной 2 тандемными вагоноопрокидывателями, вагоноразмораживающими устройствами вместимостью 80 полувагонов, системой ветрозащиты с инфракрасным подогревом вагонов, бурорыхлительным комплексом, системами конвейерного оборудования и додрабливания смерзшегося угля.
Складирование осуществляется специализированным оборудованием, включающим 4 реклаймера, 2 стакера, бульдозеры и лойдеры. Погрузка на суда производится с помощью 4 судопогрузочных машин (производительность каждой из них достигает 3 тыс. тонн в час) и другой вспомогательной техники.
В 2016 году в порту была установлена многоступенчатая система магнитной очистки угля, разработанная специалистами АО «Восточный Порт». Система представлена 34 единицами высокотехнологичного оборудования, включающего 26 магнитных сепараторов, 4 подвесных электромагнита и 4 электромагнитных барабана.
Старт инвестиционным проектам в портовой отрасли был дан летом 2012 года президентом РФ Владимиром Путиным поручением о строительстве дополнительной экспортной инфраструктуры на Дальнем Востоке, включая угольный терминал с открытым доступом мощностью не менее 20 млн тонн в год. Осенью 2012 года ООО «Управляющая портовая компания» приняла решение о начале реализации масштабного инвестиционного проекта по строительству Третьей очереди специализированного угольного комплекса АО «Восточный Порт» за счет собственных средств и без финансовой нагрузки на федеральный и региональный бюджеты. Третья очередь является продолжением существующего угольного производственного перегрузочного комплекса АО «Восточный Порт» и представляет собой полностью автоматизированный терминал перегрузки угля с железнодорожного транспорта на морской с параллельным предоставлением услуг по хранению и обработке угля.
Проект предполагает строительство 4 складов общей вместимостью 780 тыс. тонн и 2 причалов, а также оснащение комплекса высокотехнологичным оборудованием. В настоящий момент инвестировано более 19 млрд рублей из запланированных 27 млрд, создан искусственный земельный участок, построен причал. Новый угольный терминал будет оснащен наиболее производительным современным оборудованием, которое поставляется из Японии, − двумя тандемными вагоноопрокидывателями для инновационных вагонов повышенной грузоподъемности, которые позволяют разгрузить четыре 70-тонных вагона с углем всего за 3 минуты, двумя стакерами и четырьмя реклаймерами производительностью 3500 тыс. тонн в час.
В сентябре 2016 года завершено строительство причала № 51 АО «Восточный Порт», который был возведен в рамках проекта Третьей очереди развития угольного терминала. В ходе работы II Восточного экономического форума АО «Восточный Порт» посетила делегация Министерства транспорта РФ во главе с министром транспорта Максимом Соколовым, который дал позитивную оценку проекту и степени его готовности. Реализация инвестиционного проекта Третьей очереди АО «Восточный Порт» даст гарантию своевременной и качественной обработки постоянно растущих угольных грузопотоков, которые поступают с БАМа и Транссиба, и увеличит товарооборот со странами Азиатско-Тихоокеанского региона. На выставке «Транспорт России-2016» с реализацией проекта Третьей очереди был ознакомлен премьер-министр РФ Дмитрий Медведев. Глава Правительства отметил удачное время для расширения портовых мощностей.
В декабре 2016 года АО «Восточный Порт» стало резидентом Свободного порта Владивосток. Объем инвестиций в проект в рамках договора с Корпорацией развития Дальнего Востока составит 17,2 млрд рублей с перспективой создания 619 рабочих мест. Преференции, полученные портом благодаря резидентству в Свободном порту Владивосток, позволят направить дополнительные средства на развитие предприятия.
Увеличение мощностей АО «Восточный Порт» с вводом в эксплуатацию Третьей очереди порта требует одновременного развития пропускной способности железнодорожных путей. ОАО „РЖД“, ООО «Управляющая портовая компания» и АО «Восточный Порт» совместно модернизируют железнодорожные пути общего и необщего пользования на станции Находка-Восточная. Программой развития АО «Восточный Порт» предусмотрено строительство нового железнодорожного парка необщего пользования и масштабное развитие железнодорожной станции общего пользования. Строительство новой станции полигона позволит увеличить объемы приема вагонов с углем и отправления порожнего подвижного состава после выгрузки. Строительство железнодорожной инфраструктуры проводится на средства ООО «Управляющая портовая компания» и АО «Восточный Порт». Объем инвестиции в проект составляет 5 млрд рублей. Построенная для развития станции Находка-Восточная федеральная инфраструктура будет передана ОАО „РЖД“ безвозмездно. После окончания строительства пропускная способность станции достигнет 39 млн тонн в год только по грузам АО «Восточный Порт» — без учета грузов других получателей, которые также смогут пользоваться новой федеральной инфраструктурой. Положительную оценку реализации проекта дал президент ОАО „РЖД“ Олег Белозеров в ходе подписания соглашения о взаимодействии и сотрудничестве между перевозчиком и АО «Восточный Порт».
В рамках II Восточного экономического форума ОАО „РЖД“ и АО «Восточный Порт» подписали соглашение о совершенствовании технологии перевозок угля с приоритетным использованием инновационных вагонов повышенной грузоподъемности для организации тяжеловесного движения.
АО «Ростерминалуголь» — крупнейший специализированный угольный терминал на Северо-Западе России, положивший начало процессу развития морского порта Усть-Луга. В январе 2006 года в присутствии президента РФ Владимира Путина был введен в эксплуатацию второй пусковой комплекс угольного терминала проектной мощностью 4 млн тонн угля в год. На долю порта приходится свыше 60 % перевалки угля от общего грузооборота портов Северо-Запада. В 2016 году грузооборот АО «Ростерминалуголь» вырос на 3,4 % и составил 18,1 млн тонн. 23 ноября 2016 года на судно „Zagreb“ была погружена 120-миллионная тонна угля с начала эксплуатации терминала.

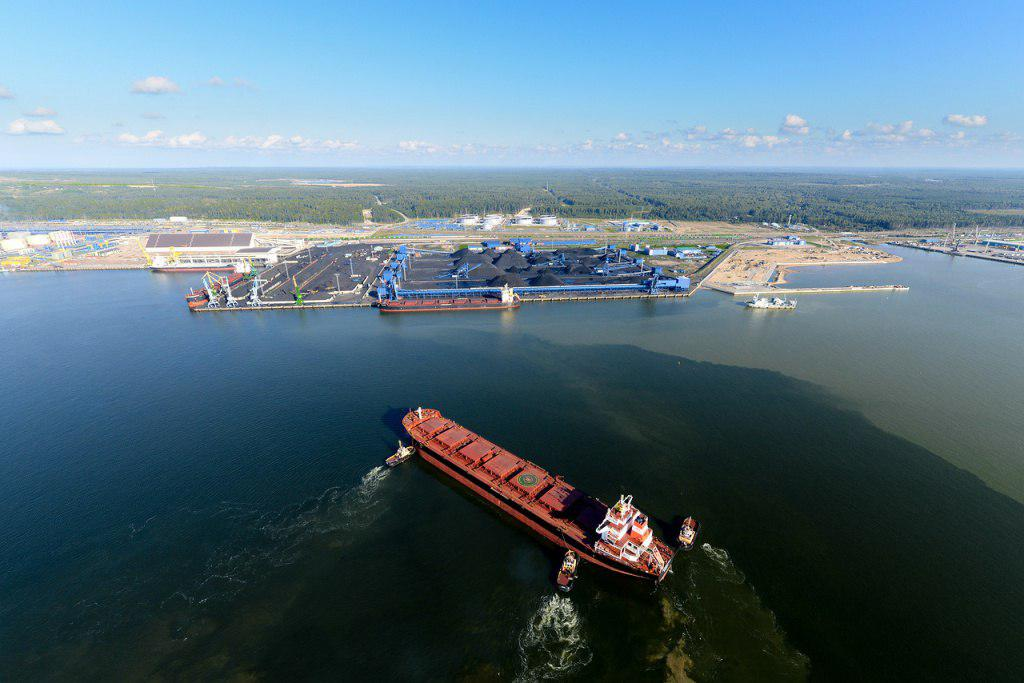
АО "Ростерминалуголь" с высоты птичьего полета

Порт обеспечивает автоматизированный процесс перегрузки угля с железнодорожного на морской транспорт, очистку угля от посторонних включений, доведение до необходимой фракции, непрерывный отбор проб угольной продукции непосредственно перед погрузкой. На АО «Ростерминалуголь» внедрена информационная система, позволяющая вести контроль за производственными процессами, вести оперативный учет, обмениваться информацией с ОАО „РЖД“ в режиме реального времени. Крупнейшими грузополучателями являются Норвегия, Великобритания, Германия, Испания, Италия, Словения, Финляндия, Бразилия, Израиль, Турция и другие страны.
В порту используется автоматизированная техника — вагоноопрокидыватели, стакеры, реклаймеры, система конвейеров, судопогрузочные машины, многоступенчатая система магнитной очистки угля и автоматические пробоотборные устройства. Все основные узлы терминала оснащены системой видеонаблюдения. Выгрузка вагонов с углем в АО «Ростерминалуголь» производится с помощью двух современных высокотехнологичных вагоноопрокидывателей, позволяющих выгружать 4 полувагона одновременно менее чем за 3 минуты. При этом подвижному составу не наносятся механические повреждения, которые возможны при грейферной выгрузке. Для оперативного формирования на путях терминала порожнего состава впервые в России были применены и успешно эксплуатируются трансбордеры. С их помощью можно ускорить подачу подвижного состава на несколько параллельных путей без применения дополнительных стрелочных переводов. Для обеспечения бесперебойной выгрузки груженых вагонов в зимний период на специализированном угольном терминале используются устройства для размораживания вагонов, оснащенные инфракрасными излучателями. После выгрузки уголь попадает на ленту конвейера через решетку с ячейками диаметром 280 мм. Далее, пройдя через аспирационную установку, по системе конвейерных линий уголь в зависимости от схемы погрузки автоматически транспортируется либо на один из четырех складов, либо напрямую на судно.
Погрузка судов осуществляется двумя высокопроизводительными судопогрузочными машинами на двух причалах, позволяющих обрабатывать одновременно два судна класса panamax.
Наращивание грузооборота порта остается одной из основных целей работы терминала при росте качества предоставляемых услуг: обеспечение бесперебойной цепочки поставки и отгрузки на наиболее эффективные типы судов для формирования новых маршрутов поставок российского угля. Важную роль в этом процессе играет введенный в строй ОАО „РЖД“ сортировочный комплекс железнодорожной станции Лужская-Сортировочная. Порт использует новые технологии, связанные с защитой окружающей среды и здоровья персонала.

## Экология портов
«Управляющая портовая компания» и управляемые порты проводят долгосрочную программу по повышению экологической безопасности стивидорной деятельности. АО «Ростерминалуголь» и АО «Восточный Порт» приняли обязательства по экологии, соответствующие международным стандартам.
Экологическая безопасность портов осуществляется в соответствии со стандартом ISO 14001:2004 «Системы экологического менеджмента. Перевалка грузов в морском порту».
В зоне размещения вагоноопрокидывателей на специализированном угольном комплексе АО «Восточный Порт» круглосуточно работает мощная аспирационная система. В порту постоянно функционирует 21 установка для очистки воздуха и 8 локальных установок по очистке сточных вод, которые очищают их до уровня рыбохозяйственных показателей. Исследования проб воздуха и воды в акватории бухты свидетельствуют о сохранении в норме экологических показателей. По заказу АО «Восточный Порт» ежегодно выращивается ламинария, трепанги, гребешки и мальки кеты. Все выращенные морские обитатели выпускаются в прибрежные воды залива Петра Великого.
Для предотвращения негативного воздействия на водные объекты и содействия экологическому возрождению и сохранению экологического баланса района Балтийского моря в соответствии с международным соглашением ХЕЛКОМ (Конвенция по защите морской среды Балтийского моря, принятая в 1992 году в Хельсинки) АО «Ростерминалуголь» проводит реконструкцию комплекса очистных сооружений, которая позволит минимизировать объемы сточных вод и обеспечить их высокотехнологичную очистку. В декабре 2016 года АО «Ростерминалуголь» завершило реконструкцию очистных сооружений и систем очистки воды. Новая автоматизированная система очистки, установленная в порту, использует технологию дисперсионно-реагентной нанофлотации. Она доводит смешанные хозяйственно-бытовые и ливневые стоки до оптимальных показателей предельно допустимых норм для сточных вод, полностью очищает водостоки от угольной пыли и веществ органического происхождения. В системе значительно снижено применение химических реагентов для очистки, а высокая эффективность и компактность сооружений позволяют снизить энергопотребление. На терминале работают инженеры-экологи, регулярно проводится экологический мониторинг и аудит. Предприятие заботится о восполнении биоресурсов — организовывает акции по высадке деревьев, в ноябре 2016 года по инициативе и за счет «Ростерминалуголь» в реку Свирь были выпущены более 1 300 двухлеток рыбы кумжи. Общая сумма инвестиций порта в экологические предприятия в 2014—2016 годах составила более 200 млн рублей.
В декабре 2016 года АО «Восточный Порт» и АО «Ростерминалуголь» подписали пятилетние соглашения о сотрудничестве в сфере повышения экологической безопасности и экологического просвещения населения с администрациями муниципальных образований Приморского края и Ленинградской области.

## Социальная ответственность
На средства ООО «Управляющая портовая компания» и АО «Восточный Порт» в ноябре 2016 года в городской больнице города Находка Приморского края открыто первичное онкологическое отделение.